# Ємешево
Єме́шево (рос. Емешево, марій. Эмансола) — село у складі Гірськомарійського району Марій Ел, Росія. Адміністративний центр Ємешевського сільського поселення.

## Населення
Населення — 248 осіб (2010; 252 у 2002).
Національний склад (станом на 2002 рік):
- гірські марійці — 92 %